# Isidor Niflot
Isidor Gadar „Jack” Niflot (ur. 16 kwietnia 1881, w Rosji zm. 29 maja 1950 w Long Eddy w hrabstwie Sullivan w stanie Nowy Jork) – amerykański zapaśnik walczący w stylu wolnym. 
Złoty medalista igrzysk olimpijskich w 1904 w St. Louis i siódmy na igrzyskach międzyolimpijskich w 1906 w Atenach. Walczył w wadze koguciej.
Mistrz Amateur Athletic Union w latach 1901–1905 roku.

## Letnie Igrzyska Olimpijskie 1904
| Konkurencja         | Rundy eliminacyjne     | Rundy eliminacyjne    | Rundy eliminacyjne    | Klas. końcowa |
| Konkurencja         | I runda                | Półfinał              | Finał                 | Miejsce       |
| ------------------- | ---------------------- | --------------------- | --------------------- | ------------- |
| 56,70 kg styl wolny | Louis Strebler (USA) Z | John Cardwell (USA) Z | August Wester (USA) Z | 1.            |